# 新庄藩 (出羽國)
新庄藩（日语：／ Shinjō-han */?）是位於日本出羽國最上郡新庄（現山形縣新庄市）的藩，成立於元和8年10月19日（1622年11月21日），高峰期石高是六萬八千二百石，藩廳是新庄城，藩校是明倫堂，明治4年7月14日（1871年8月29日）廢藩置縣。人口方面，延寶6年（1678年）時是1,350戶53,370人，延寶8年（1680年）是1,042戶52,560人，寬政6年（1794年）是7.501戶41,506人，文化9年（1812年）是7,707戶43,951人，全部均不包括藩士。
江戶藩邸方面，位於櫻田（現東京都千代田區日比谷公園）的上屋敷毀於明曆大火後轉移至位於青山（現東京都港區青山一帶）的下屋敷，其後重建櫻田上屋敷。寬文8年（1668年）11月，青山下屋敷毀於火災，翌年6月在本所三目（本所三ツ目，現東京都墨田區綠四丁目內）的下屋敷完工，寬文11年（1671年）2月從櫻田上屋敷遷移至此，寬文12年（1672年）再轉移至木挽丁築地（現東京都中央區築地一至三丁目一帶），寶永元年10月26日（1704年11月23日）拜領飯倉狸穴町（現港區東麻布二丁目5-21番地，東京美國俱樂部附近）的上屋敷，正德3年（1713年）5月以本所下屋敷換取麻布白銀御殿遺址（現港區南麻布四丁目的法國駐日本大使館）作為下屋敷，享保13年（1728年）以築地中屋敷換取白銀剩餘的地方作為中屋敷（現港區白金一丁目、三丁目和五丁目一帶）。
此外，新庄藩在玉造上清水町（現大阪府大阪市中央區上町一丁目一帶）設有藏屋敷。另外根據《日本歷史地名大系》的說法，新庄藩在下豐澤村（現東京都澀谷區惠比壽一至四丁目、惠比壽南一至二丁目、惠比壽西一至二丁目和廣尾二丁目和五丁目一帶）設有抱屋敷，新庄市則指在廣尾設有下屋敷。

## 歷史
出羽山形藩最上氏被改易後，常陸松岡藩主戶澤政盛在元和8年10月19日（1622年11月21日）從四萬石加增至六萬石而入主新庄，翌年7月進駐最上氏家臣鮭延氏的居館真室城，寬永2年3月7日（1625年4月13日）通過檢地和開墾新田，新庄藩的表高增加至六萬八千二百石，同年9月開始普請新庄城，由鳥居忠政負責繩張。
慶安3年8月7日（1650年9月2日），戶澤正誠繼任為藩主，他在萬治3年5月6日（1660年6月13日）殺害家老片岡理兵衛一家（片岡騷動），從而鞏固自己的權力，在寬文2年（1662年）和延寶6年（1678年）又先後實施檢地，寬文8年（1668年）時又將地方知行改為藏米知行，其後在天和年間（1681年至1684年）確立年貢制度，締造新庄藩在元祿至正德年間（1688年至1716年）的全盛時期，其中元祿13年（1700年）的年貢收入達約13萬零200俵，為歷年最高，人口也在元祿16年（1703年）達至頂峰的約58,000人。另一方面，這些政策也導致財困，新庄藩不得不向豪商借貸，在寶永7年（1710年）還實施借上。
戶澤正庸就任藩主後嘗試力挽狂瀾，在享保3年（1718年）發佈儉約令，又限制進出口以及嘗試增加農村人口，不過效果有限。其後，第五任藩主戶澤正諶以家老北條六右衛門來推動改革，不但削減藩士的俸祿，又在寶曆6年3月7日（1756年4月6日）向幕府借三千石米，以及在安永4年（1775年）實施地押，改革雖然參照米澤藩主上杉治憲的模式來進行，但是未能取得成功。雪上加霜的是中後期又接連爆發寶曆飢饉、天明大饑荒和天保大饑荒，促使新庄藩的年貢銳減，債務在天保2年（1831年）時，僅江戶便已達約94,000兩，這相當於新庄藩三至四年的收入，人口在寶曆9年（1758年）時也銳減至約45,000人。其後，家老吉高勘解由繼承第十一任藩主戶澤正令的改革精神，實施財政緊縮、強制備糧、種植漆樹桑樹、鼓勵養蠶和開墾新田等多項政策，促使財政有所改善，人口也稍為增加。
戊辰戰爭爆發後，新庄藩最初與奧羽鎮撫軍副總督澤為量一同攻打庄內藩失利，其後倒戈參加奧羽列藩同盟。慶應4年7月11日（1868年8月28日），新庄藩在主寢坂峠合戰時再度倒戈，此舉惹怒了庄內藩，最終導致新庄城在同年7月14日（8月31日）失守，城下化為灰燼，末任藩主戶澤正實則逃至秋田藩，直至70天後才收復失地。明治2年6月2日（1869年7月10日），正實獲賜賞典祿一萬五千石，其後廢藩置縣。

## 歷任藩主
| 大名家 | 家格                     | 藩主     | 石高                  |
| ------ | ------------------------ | -------- | --------------------- |
| 戶澤氏 | 外樣大名 城主大名        | 戶澤政盛 | 六萬石→六萬八千二百石 |
| 戶澤氏 | 外樣大名→願譜代 城主大名 | 戶澤正誠 | 六萬八千二百石        |
| 戶澤氏 | 願譜代 城主大名          | 戶澤正庸 | 六萬八千二百石        |
| 戶澤氏 | 願譜代 城主大名          | 戶澤正勝 | 六萬八千二百石        |
| 戶澤氏 | 願譜代 城主大名          | 戶澤正諶 | 六萬八千二百石        |
| 戶澤氏 | 願譜代 城主大名          | 戶澤正產 | 六萬八千二百石        |
| 戶澤氏 | 願譜代 城主大名          | 戶澤正良 | 六萬八千二百石        |
| 戶澤氏 | 願譜代 城主大名          | 戶澤正親 | 六萬八千二百石        |
| 戶澤氏 | 願譜代 城主大名          | 戶澤正胤 | 六萬八千二百石        |
| 戶澤氏 | 願譜代 城主大名          | 戶澤正令 | 六萬八千二百石        |
| 戶澤氏 | 願譜代 城主大名          | 戶澤正實 | 六萬八千二百石        |

## 領地
新庄藩的領地如下，基於相給，領地也有可能同時是皇室領、公家領、幕府領、其他藩領、旗本領或寺社領。
| 令制國 | 郡     | 町村數目 | 領地 |
| ------ | ------ | -------- | --- |
| 羽前國 | 村山郡 | 18村     | 北口町村、工藤小路村、吉田村、岩木村、湯野澤村、樽石村、長善寺村、大久保村、寶田村、新吉田村、橫山村、冨並村、大槙村、稻下村、白鳥村、上野村、山內村、田澤村 |
| 羽前國 | 最上郡 | 86村     | 全域 |

## 外部連結
- . kotobank （日语）.
- . 新庄存檔.   [2022-07-11] （日语）.